# Palefrenier

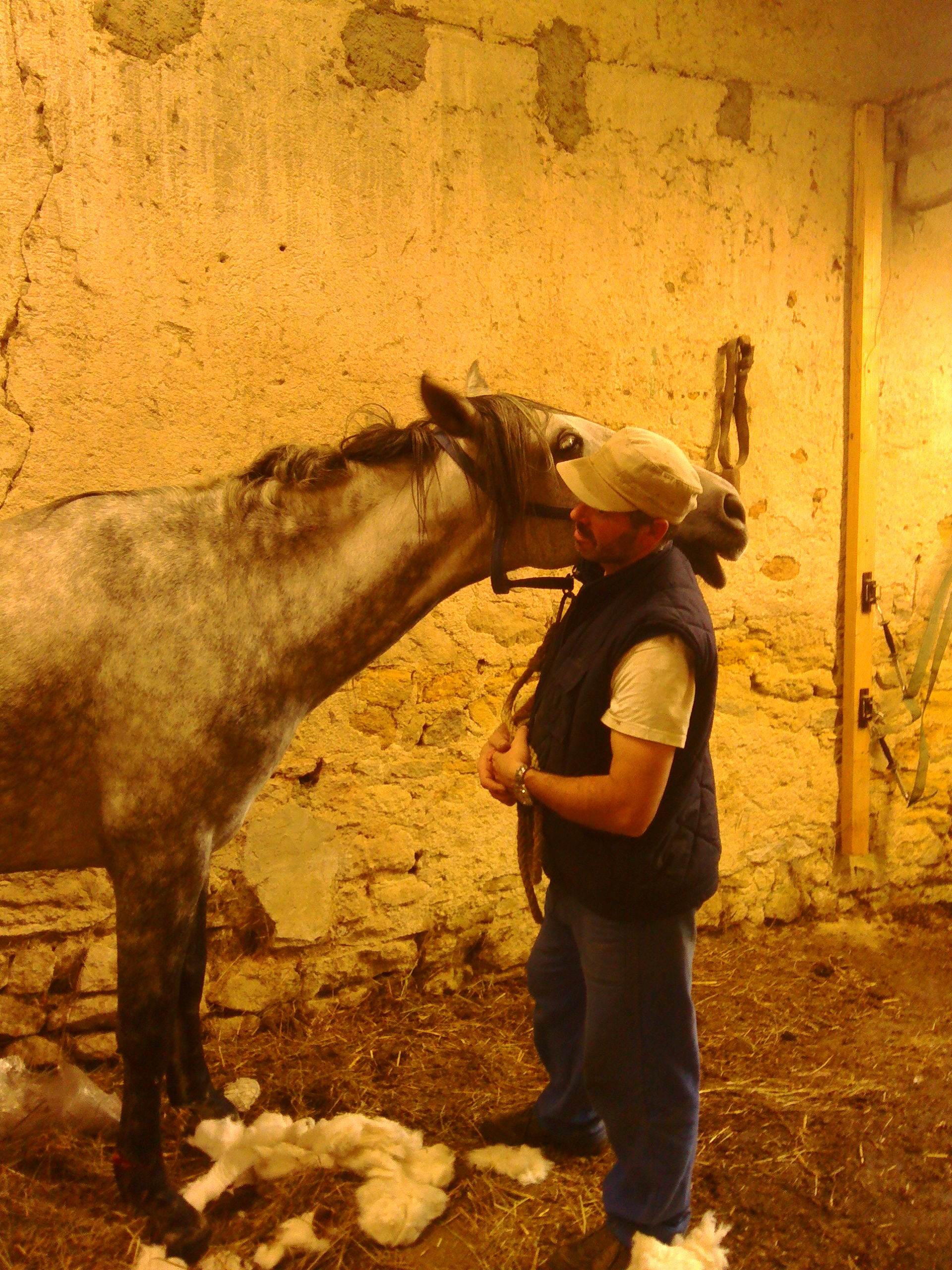
Jument lusitanienne anesthésiée pour des soins vétérinaires, s'appuyant sur son palefrenier.

Le palefrenier est un employé chargé de s'occuper des chevaux. Les termes de palefrenier-soigneur ou groom sont aussi utilisés.

## Définition
Le palefrenier se charge du nettoyage des écuries et des soins quotidiens aux chevaux : nourriture, pansage, surveillance des poulinages, soins vétérinaires élémentaires. Parfois, il peut être amené à faire la détente des chevaux. Il entretient aussi le matériel d'équitation comme les selles, harnais, brides, etc. Dans les grandes écuries, le palefrenier peut ne conserver que les tâches de soins aux chevaux, le nettoyage des boxes étant alors laissé à des agents d'entretien. Inversement, dans les petites structures, le métier consiste aussi à s'occuper des manèges, carrières, pâtures ou lieux collectifs.
La journée du palefrenier commence tôt, souvent à six heures du matin, pour s'adapter au rythme des chevaux. Le métier est physique, voire pénible, mais apporte la satisfaction d'être en contact avec les équidés. Le palefrenier est même celui qui est le plus souvent avec les chevaux dans un club équestre. Le permis poids lourd ainsi que des notions de maréchalerie et de bricolage constituent un véritable atout pour le palefrenier dans l'exercice de ses fonctions.

## Étymologie
Le terme « palefrenier » est probablement un emprunt de l'occitan palafrenier, du latin paraveredus.

## Histoire

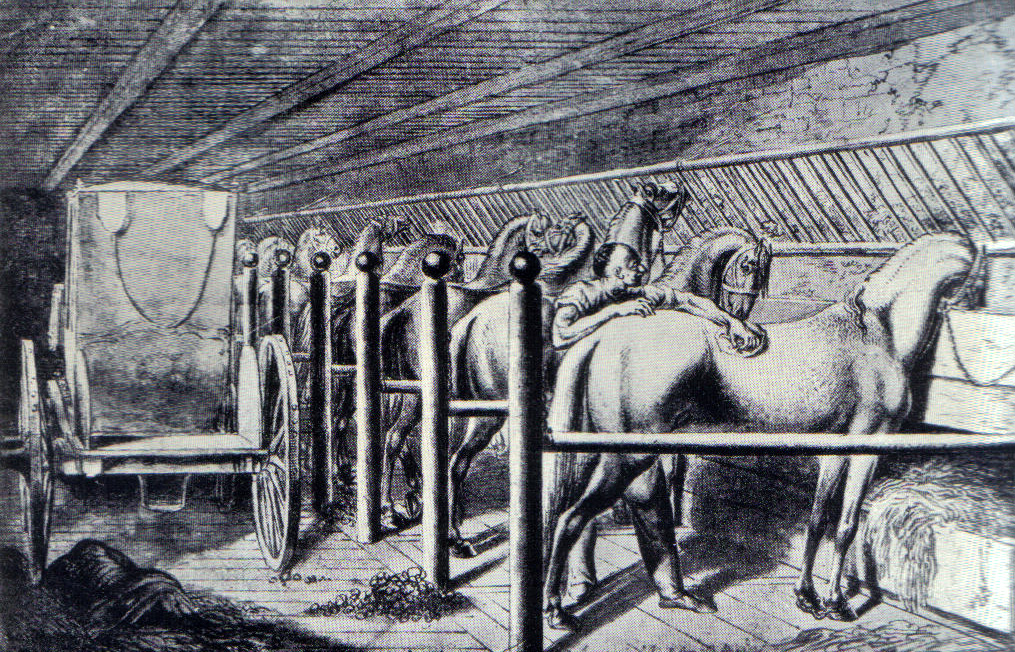
Palefrenier au travail dans une écurie.

## Formation

### En France
En France, la formation de palefrenier s'effectue en 2 ans à travers un CAP (CAP agricole soigneur d'équidés). Les débouchés sont difficiles. Plus le palefrenier est polyvalent, plus il pourra évoluer. Les palefreniers qui sont aussi cavaliers peuvent travailler sur le débourrage d'un cheval.